# Mausolée de Khoja Ubban
 (décembre 2023).
Le mausolée de Khoja Ubban est un monument architectural situé dans le district de Romitan, dans la région de Boukhara. 

## Histoire
Il a été construit au 16e siècle. Le monument se trouve à 50 km de Boukhara et est célèbre en tant que site de pèlerinage. L'académicien Abdulahad Muhammadjanov a donné des informations sur Khoja Ubban dans son ouvrage «Histoire de l'irrigation du Bas-Zarafshan». Il y avait des fortifications de forteresse et un puits au monument de Khoja Ubban. L'eau du puits de Khoja Ubban est salée et amère, et elle était utilisée pour traiter les maladies de la peau. De nombreuses personnes venaient sur le site de pèlerinage, y séjournaient temporairement, buvaient l'eau et se baignaient. À partir des XIVe – XVe siècles, Khoja Ubban s'est développé en tant que site de pèlerinage. Au fil du temps, une pagode a été construite autour des monuments et un drapeau a été hissé. Selon les recherches des archéologues, il est possible de savoir qu'il y avait un établissement de chasseurs dans cette région il y a 3 à 4 millénaires avant notre ère, où les gens pratiquaient l'élevage et élevaient du bétail. Khoja Ubban est un monument architectural situé dans le district de Romitan, dans la région de Boukhara.
Le monument a été construit au XVIe siècle. Il est situé à 50 km de Boukhara et est célèbre en tant que site de pèlerinage. L'académicien Abdulahad Muhammadjanov a fourni des informations sur Khoja Ubban dans son travail intitulé «Histoire de l'irrigation du Bas-Zarafshan». Des fortifications de forteresse et un puits étaient présents sur le monument de Khoja Ubban.
Khoja Ubban signifie «protecteur de l'eau» et «gardien de l'eau». Selon les légendes et les récits, Khoja Ubban était le représentant de l'eau pour les navires et les bateliers de l'Amou-Daria, ainsi qu'un saint qui apportait la pluie. Pour cette raison, les endroits sans eau et certains villages situés à Boukhara sont appelés par des termes tels que Aqshih Baba, Sultan Hubbi, Ubban, Hazrat Hubbin. Le temple de Khoja Ubbon était un complexe de plusieurs monuments. Le puits du sanctuaire était construit en brique cuite dans le style du khortak, et il y avait des chambres et des huttes à côté. En 1964, le puits et le monument architectural du sanctuaire de Khoja Ubban ont été démolis. Cependant, peu de temps après, un nouveau puits a été ouvert à cet endroit, de nouveaux bâtiments ont été construits et les saghanas ont été réparés.

## Littératures
- Ражабов Қ., Мухамаджонова Л, Ромитан тумани тарихи, Тошкент, „Tafakkur“ нашриёти,‎ 2015, 64 p.
- Баҳромов Қ, Шодиева Н, Бухоро тарихий обидалари географияси, Бухоро, Дурдона нашриёти,‎ 2020, 129 p.